# Tapisserie de la Création
Pour les articles homonymes, voir Tapis (homonymie).

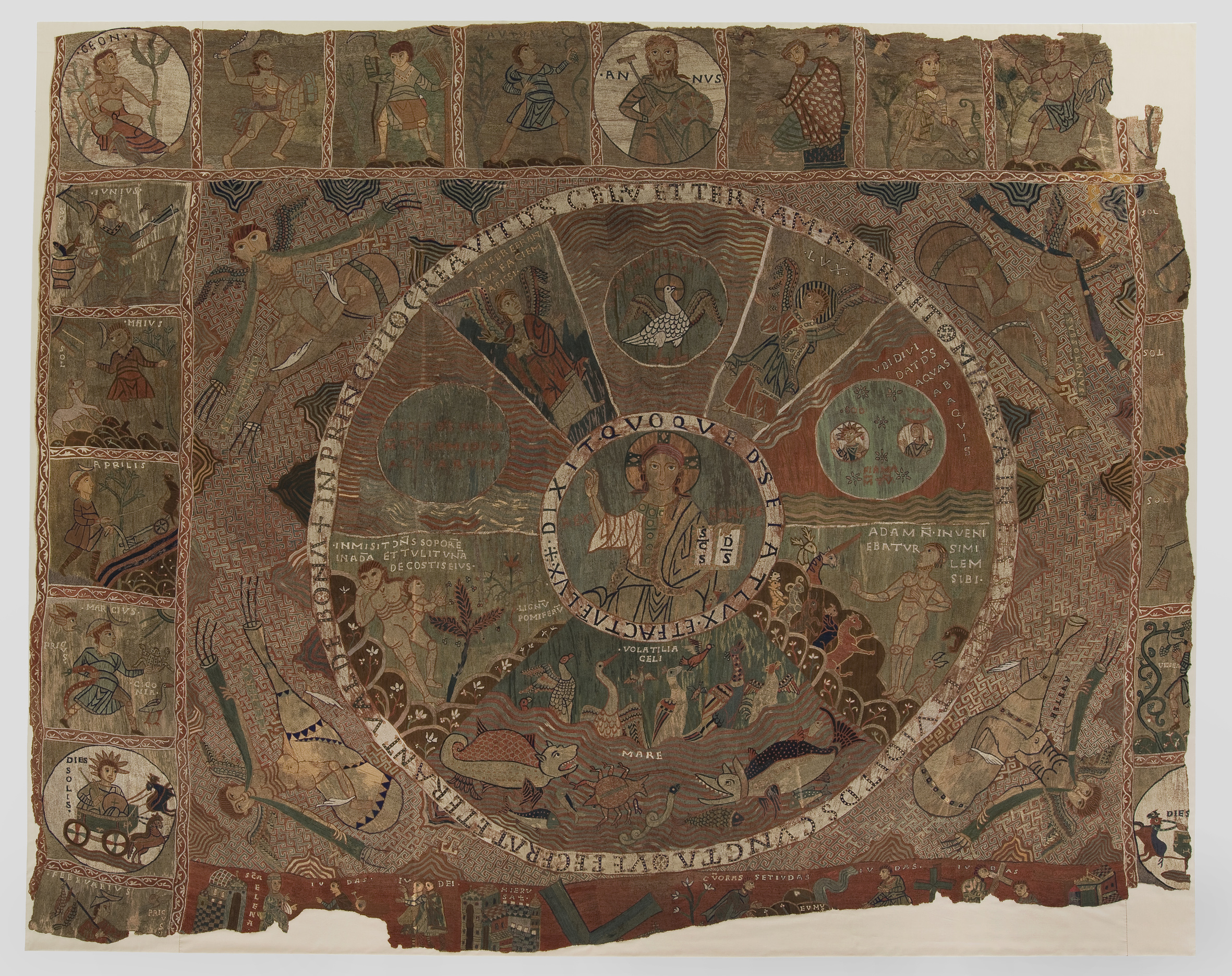
Tapisserie de la Création.

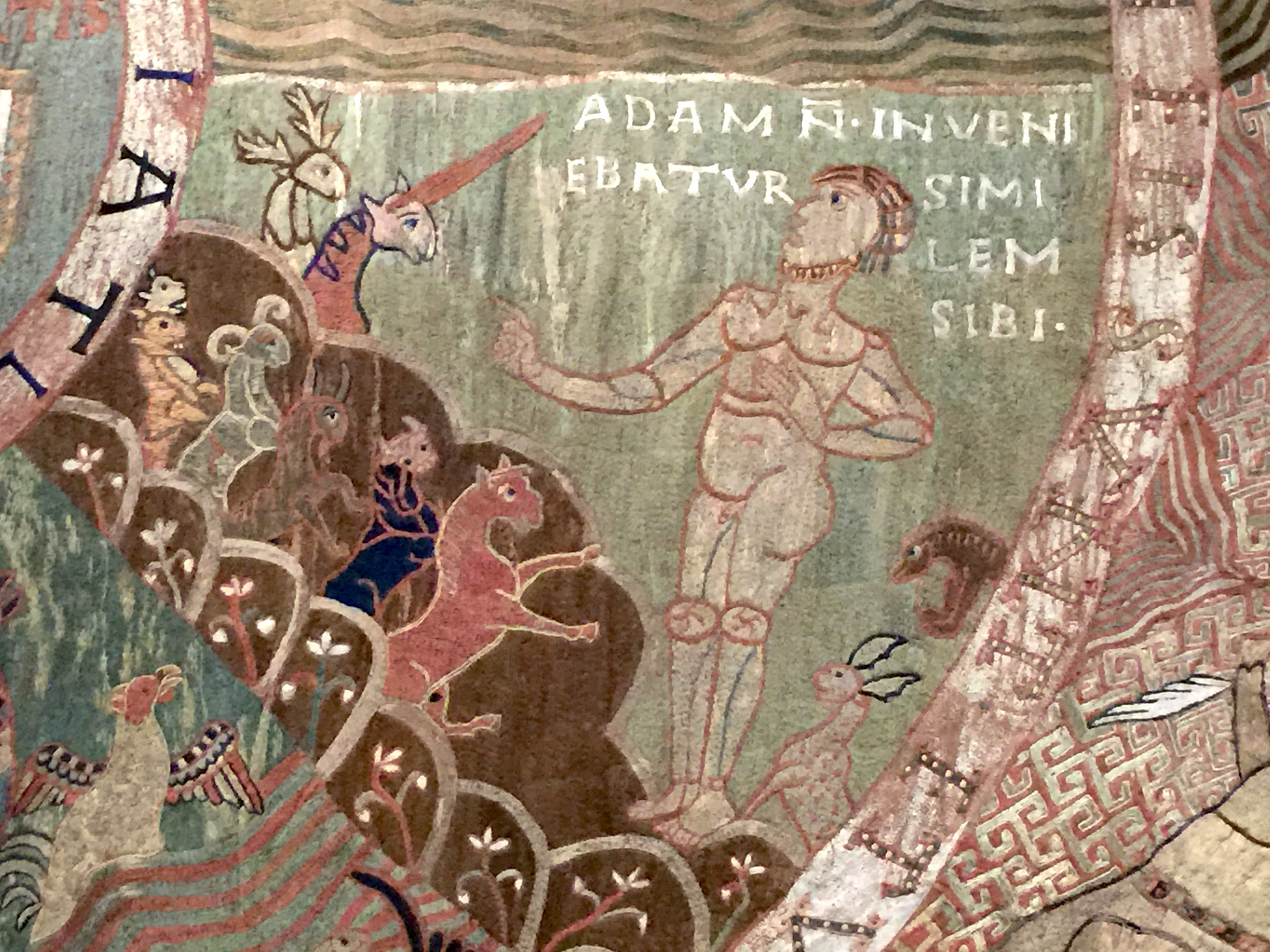
Détail de la tapisserie : Adam non inveniebatur similem sibi (Adam ne se trouvait pas de semblable).

La tapisserie de la Création (Tapís de la Creació) est une œuvre de broderie de la fin du XIe siècle ou du début du XIIe,, faisant partie du trésor de la cathédrale de Gérone (Catalogne) en Espagne. Cette tapisserie mesurant environ 12 mètres carrés (3,58 x 4,50), brodée de laines de couleur, est l'un des plus remarquables vestiges de l'art textile roman. Datant du XIe siècle, elle est encore de nos jours source d'interrogation et de curiosité pour les érudits de par la richesse de sa symbolique religieuse. Elle présente en son centre le Créateur et tout autour divers moments de la création du monde : la séparation des eaux et de la terre, la création des animaux qui volent, nagent, rampent et marchent, et enfin celle de l'Homme avec Adam puis Ève. Les franges contiennent les noms et symboles des mois, sur la gauche, de février à juillet. Les quatre vents principaux sont représentés dans les quadrants autour du cercle central.